# Sandra Kristoff
Sandra Kristoff è un film del 2005 scritto e diretto da Vito Vinci.

## Trama
Sandra K. è una pittrice, vive le sue giornate in isolamento, rifiutando la morte prematura del figlio. Incontra Antonio, un uomo più giovane di lei e se ne innamora, anche lui ha un tragico passato. Vivono intensamente questo amore nell'illusione di sfuggire il dolore finché inaspettatamente irrompe la realtà. Il precipitare degli eventi segnerà profondamente Sandra per ritrovarsi, finalmente, cambiata.

## Riconoscimenti
- 2006 - Festival del cinema europeo
  - Premio della giuria – Miglior film esordiente